# UNI Győr
L'UNI Győr è una società di pallacanestro femminile con sede a Győr in Ungheria.

## Storia
Nella sua storia ha vinto un campionato ungherese nel 2012. È stato finalista di coppa d'Ungheria nel 2012 e nel 2013.
Dal 2007 partecipa alle competizioni europee: raggiunge gli ottavi di finale nell'Eurocoppa 2009-10, 2010-11 e nell'Eurolega 2012-13.

## Palmarès
- Campionato ungherese femminile: 1

2011-12